# Guduf-Gava jezik
Guduf-Gava jezik (afkabiye, guduf, gudupe; ISO 639-3: gdf), jedan od pet čadskih jezika podskupine glavda, kojim govori 55 900 ljudi (2000) u nigerijskoj državi Borno.
Srodan je jeziku glavda [glw]. Postoje tri dijalekta: cikide (chikide), guduf i gava (yaghwatadaxa, yawotataxa).

## Vanjske poveznice
- Ethnologue (14th)
- Ethnologue (15th)